# 5270 Kakabadze
5270 Kakabadze este un asteroid din centura principală de asteroizi.

## Descriere
5270 Kakabadze este un asteroid din centura principală de asteroizi. A fost descoperit pe 19 mai 1979 la Observatorul La Silla de Richard M. West. El prezintă o orbită caracterizată de o semiaxă mare de 2,57 ua, o excentricitate de 0,14 și o înclinație de 11,3° în raport cu ecliptica.